# Във весела женска компания
Във весела женска компания“ (на английски: In the Company of Cheerful Ladies) е роман на шотландския писател Алегзандър Маккол Смит. Романът е издаден през 2004 г. от британското издателство „Polygon Books“. На български език е издаден през 2011 г. от издателство „Изток - Запад“, като шеста книга от поредицата „Дамска детективска агенция № 1“.

## Сюжет
Внимание:  Текстът по-долу разкрива сюжета на произведението (или части от него)!
Действието на книгата се развива в африканската страна Ботсуана. Главен персонаж в романа е маа Прешъс Рамотсве, дъщеря на бившия миньор Обед, която става частен детектив и основава първата в столицата на Ботсуана Габороне „Дамска детективска агенция № 1“. В шестата книга от поредицата, маа Прешъс Рамотсве вече е омъжена за автомонтьора господин Дж. Л. Б. Матекони. Животът и в Габороне е чудесен, когато я сполетяват сериозни изпитания – всички дирения по последния важен случай удрят на камък, тя едва не блъска велосипедист с микробуса си, а накрая избухва кавга между помощничката ѝ маа Макутси и един от чираците в сервиза, който има връзка с неподходяща приятелка с лъскав мерцедес. Неочаквано се появява човек, който заплашва маа Рамотсве с тайна от нейното минало…